# Walentina Gierasimowa
Walentina Aleksiejewna Gierasimowa (ros. Валентина Алексеевна Герасимова; ur. 15 maja 1948 w Karagandzie) – radziecka lekkoatletka, biegaczka średniodystansowa, była rekordzistka świata, olimpijka.

## Kariera sportowa
Specjalizowała się w biegu na 800 metrów. Zajęła 5. miejsce w finale tej konkurencji na halowych mistrzostwach Europy w 1974 w Göteborgu i również 5. miejsce w finale biegu na 800 metrów na mistrzostwach Europy w 1974 w Rzymie. Odpadła w biegu eliminacyjnym na tym dystansie na halowych mistrzostwach Europy w 1975 w Katowicach.
12 czerwca 1976, podczas mistrzostw ZSRR w Kijowie, ustanowiła rekord świata w biegu na 800 metrów rezultatem 1:56,0, poprawiając poprzedni rekord należący do Nikoliny Szterewej z Bułgarii o 1,5 sekundy. Odpadła w półfinale tej konkurencji na igrzyskach olimpijskich w 1976 w Montrealu, podczas których utraciła rekord świata na rzecz Tatjany Kazankiny z ZSRR, która w finale uzyskała czas 1:54,9.
Gierasimowa była mistrzynią ZSRR w biegu na 800 metrów na otwartym stadionie w 1976 i w hali w 1974.